# René Joly
Pour les articles homonymes, voir René Joly (homonymie) et Joly.
 (janvier 2020).
Si vous disposez d'ouvrages ou d'articles de référence ou si vous connaissez des sites web de qualité traitant du thème abordé ici, merci de compléter l'article en donnant les références utiles à sa vérifiabilité et en les liant à la section « Notes et références ».
René Joly, né le 30 avril 1927 à Paris et mort le 26 décembre 2024 à Poissy, est un accordéoniste, compositeur et arrangeur français.

## Biographie
Il débute l'accordéon avec Raymond Gazave, créateur du Conservatoire d'accordéon de Paris. Dans ce cours, il rencontre ses futurs partenaires (Robert Deligny et Camille Quinzin  ) avec lesquels il forme plus tard le Trio Musette de Paris. Pendant son service militaire qu'il effectue au Maroc, il travaille à l'orchestre de Radio Maroc où il fait la connaissance de Martial Solal.
Au retour du service militaire, il reprend ses activités avec le Trio Musette de Paris. En tant qu'arrangeur, il travaille avec Yvette Horner et Émile Prud'homme. En tant qu'accordéoniste, il participe à de nombreuses musiques de films composées et dirigées par Georges Delerue.
Il est le compositeur de Départ en flèche enregistré par de nombreux musiciens dont Maurice André.

## Discographie
Sous le nom Trio Musette de Paris, René Joly a enregistré plus de 30 albums 33T chez RCA, mais aussi des 45T. Quelques titres d'album :
- Avril à Paris
- De la polka au Madison
- Les plus beaux tangos du monde
- La grande parade du musette
- Musette autour du monde